# Epöl
Epöl é um município da Hungria, situado no condado de Komárom-Esztergom. Tem 12,52 km² de área e sua população em 2015 foi estimada em 632 habitantes.